# シャム国海軍水上偵察機
シャム国海軍水上偵察機（シャムこくかいぐんすいじょうていさつき）は、シャム海軍（現タイ王国海軍）からの発注を受けて日本の渡辺鉄工所が製作した水上偵察機。機体名は、シャム国海軍水上偵察機の他にシャム向け水上偵察機などとも呼ばれる。渡辺における社内名称は「WS-103S」。

## 概要
1934年（昭和10年）にシャム海軍から日本に発注されたメクロン級スループ2隻の艦載機として、同年に渡辺鉄工所へ製作が発注された。開発は1934年10月に樋口良八郎技師を設計主務者として始められ、1935年（昭和11年）6月に設計に着手、1937年（昭和13年）2月に試作1号機が完成した。試作1号機は渡辺社有の実験機として社内テストに用いられ、続いて1937年中に生産された6機がシャム海軍に納入された。シャム海軍はこれらをメクロン級の艦載機および予備機として運用し、良好な性能を示した。
機体は複座、金属製骨組みに羽布張りの複葉機で、降着装置は金属製の双フロート。機体の強度はカタパルトでの運用にも対応している。設計は、渡辺で同時期に開発が進められていた九六式小型水上機のものを原型・参考としており、性能なども似通っていた。また、本機の設計経験は後の十一試水上中間練習機の開発に生かされている。

## 諸元
出典：『日本航空機総集 九州・日立・昭和・日飛・諸社篇』 33頁。
- 全長：8.10 m
- 全幅：9.59 m
- 全高：3.45 m
- 主翼面積：20.97 m2
- 自重：1,148 kg
- 全備重量：1,420 kg
- エンジン：瓦斯電 天風一二型 空冷星型9気筒（離昇340 hp） × 1
- 最大速度：232 km/h
- 巡航速度：151 km/h
- 実用上昇限度：4,900 m
- 航続距離：741 km（偵察過荷）
- 翼面荷重：67.0 kg/m2
- 武装：
7.7mm固定機銃 × 1
7.7mm旋回機銃 × 1
30kg爆弾 × 2
- 乗員：2名